# لبنى كمر
لبنى گمر (2 أيلول/سبتمبر 1985 -)، لاعبة جمباز ومغنية وممثلة عراقية.

## الحياة الشخصية
لبنى الاخت الصغرى لشقيقتين، سوزان وهي أكبرهن وميس كمر.
وهي من عائلة فنية ورياضية، فوالدها السيد گمر عبد جاسم كان رباعاً دولياً, وخالها السيد مهدي محمد صالح حكم كرة قدم دولي، وشقيقتها ميس كمر لاعبة جمباز وكاراتيه وممثلة, وشقيقتها سوزان كانت لاعبة ساحه وميدان ووالدتها السيده سهام محمد من المشجعين والمتابعين والمهتمين بالرياضة والفن.

## الحياة الفنية
في عمر 6 سنوات انضمت لبنى لمدرسة الموسيقى والباليه ولعبت الجمباز وبرزت موهبتها في الغناء والتمثيل منذ الطفولة.
وبعد اكمال المرحلة الابتدائيه لعبت في منتخب الناشئات ثم في المنخب الوطني العراقي للجمباز وحققت ميداليات والقاب عربية ودولية حتى أعتزلت الرياضة وتفرغت لدراستها الجامعية.
وحصلت على بكلوريوس علوم تجاريه من كلية المأمون الجامعة وتفرغت للعمل الفني.

### الأغاني
- سلاب الروح
- سودة عليَّ
- شبيك شارب شي (2009).
- گالو مسافر
- يوم يزعل

### المسلسلات
- رجال وقضية